# Steinkohle

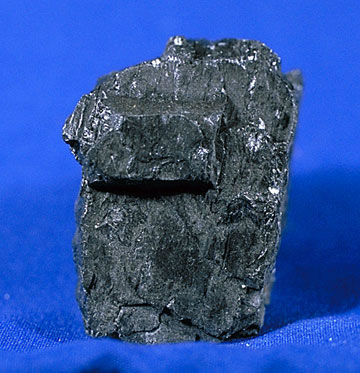
Steinkohle, hier: Anthrazitkohle

Steinkohle ist ein schwarzes, hartes, festes Sedimentgestein, das durch Karbonisierung von Pflanzenresten (Inkohlung) entstand und zu mehr als 50 Prozent des Gewichtes und mehr als 70 Prozent des Volumens aus Kohlenstoff besteht. Damit handelt es sich um einen Sammelbegriff für höherwertige Kohlen. Die Steinkohle wird auch „Schwarzes Gold“ genannt. Sie ist ein fossiler Energieträger und wird hauptsächlich zur Strom- und Wärmeerzeugung durch Verbrennung und zur Koksproduktion für die Eisenverhüttung genutzt. Rückstände aus der Verbrennung werden in der Bauindustrie verwendet.

## Entstehung
Der Ursprung der Steinkohle liegt in erdgeschichtlicher Zeit vor etwa 250 bis 350 Millionen Jahren. Im Karbon und Perm gediehene Urfarne, Kalamiten sowie Siegel- und Schuppenbäume bildeten große Sumpfwälder. Die optimalen Wachstumsbedingungen für die Pflanzen, wie unter anderem die hohe Kohlenstoffdioxid-Konzentration der Atmosphäre, führten zu einer starken Überproduktion von Biomasse, die sich in Sumpfböden anhäufte, ähnlich wie in einem rezenten Torfmoor. Diese Schichten wurden teilweise in regelmäßigen Abständen durch andere Sedimente wie Tone und Sand abgedeckt, wie z. B. durch Flusssedimente. Derartige wiederkehrende, zyklische Sedimentationsbedingungen (Zyklotheme) sind charakteristisch für die Bildung der Steinkohlen im Oberkarbon und ließen mehrere übereinander abgelagerte Kohleflöze entstehen. Durch die Sedimentüberdeckung wurden die Sumpfböden komprimiert und entwässert und über Jahrmillionen hinweg entstand daraus durch den Prozess der Inkohlung schließlich die Steinkohle. Dabei wurde das organische Ausgangsmaterial unter Luftabschluss, hohem Druck und hohen Temperaturen verdichtet und umgewandelt, und es entstand ein fester Verbund aus Kohlenstoff, Wasser und unbrennbaren Einschlüssen in Form von Asche. Daher zeichnet sich Steinkohle durch eine schwarze, feste Grundmasse aus, in der häufig Pflanzenfossilien zu finden sind. Die Steinkohle kommt vor allem in schichtgebundenen Lagerstätten, den Flözen, vor.
Jüngere Forschungsergebnisse legen nahe, dass die Steinkohlebildung mangels holzzersetzender Organismen besonders begünstigt wurde. Erst mit dem Auftreten der Weißfäulepilze vor etwa 300 Millionen Jahren, also zum Ende des Karbonzeitalters, konnte der widerstandsfähige Holzbestandteil Lignin mittels Enzymen dieser Pilze aufgelöst werden, was zum Rückgang der Inkohlung beitrug.

## Geschichte
Wann und wo im heutigen Deutschland erstmals Kohle entdeckt und abgebaut wurde, ist nicht überliefert. Schon in der Jungsteinzeit nutzte man Bodenschätze.
Im Saarland und im Dreiländereck zwischen Belgien, den Niederlanden und Deutschland, an Inde und Wurm, ist die Kohleförderung seit der keltischen Besiedelung belegt.
Schon im 7. Jahrhundert v. u. Z. wurde in der „Heinitzer Keltengrub“ im Landkreis Neunkirchen Kohle gefördert, wie die palynologische Untersuchung einer geschnitzten Kohleperle ergab, die 1982 als Grabbeigabe in einem Hügelgrab aus der Hallstattzeit-HaC in Rubenheim im Saar-Pfalz-Kreis gefunden wurde.
Um 400 v. u. Z. förderten die Kelten am Korkus im Süden von Eschweiler Eisenerz und später Kalkstein, und es ist anzunehmen, dass sie auch Steinkohle abbauten, die dort an vielen Stellen offen zutage trat; wie auch im Wurmtal bei Herzogenrath, wo das heute noch zu sehen ist. Dass auch die Römer Kohle gebrauchten, zeigen im Südlimburger-Eschweiler-Raum Funde in der Propsteier Villa und im Korkus. Steinkohlenfunde in römischen Wohnstätten in Saarbrücken, Brebach und Beckingen belegen, dass auch die Römer Bergbau in diesem Teil der Provinz Germanien betrieben; das oberflächennahe „wilde Graben“ nach Steinkohle im Saarkohlenwald-Revier wurde schließlich im 14. und 15. Jahrhundert durch die Landesherren eingedämmt.
Schriftliche Belege für den Steinkohleabbau gibt es im Hochmittelalter. Die Annalen der Klosterrather Abtei berichten 1113, dass die Abtei mit Blick auf den brennbaren Erdstoff Grundstücke an den Stellen erwarb, wo die Steinkohle vorkam.
Um das Jahr 1370 wurde auch im heutigen westlichen Ruhrgebiet abgebaut.  Man kannte nicht den Bergbau im heutigen Sinne, sondern nannte es Kohlengräberei, da die Bauern in einfachen Gruben nach Kohle schaufelten, wenn es in der Landwirtschaft saisonbedingt nichts zu tun gab.
Mit dem Ende des Mittelalters erlebte Europa einen gewaltigen Wirtschafts- und Handelsaufschwung. Durch den enormen Produktionsanstieg wurde Holz knapp, weshalb intensiver nach anderen Formen der Wärme-Energie gesucht wurde. Vor allem in England lebte der Bergbau ab etwa 1550 auf, aber auch in vielen Gebieten Deutschlands, etwa im westfälischen Unna, wo die Salzsiederei sehr vom Steinkohlebrand und neuen Feuerungstechniken profitierte, oder im Raum Osnabrück, wo die Steinkohle für die Kalkbrennerei verwendet wurde. Größere Reviere neben dem Ruhrgebiet waren ab 1790 das Lugau-Oelsnitzer Revier im Königreich Sachsen sowie ab 1526 das niederschlesische Revier um Waldenburg und das oberschlesische Revier (Beuthen-Gleiwitz, heute GOP) ab 1785.
Steinkohle bildete im England des 17. und 18. Jahrhunderts die Grundlage der industriellen Revolution und damit die Basis für die Entwicklung der Technik in der Industrialisierung.

## Einteilung

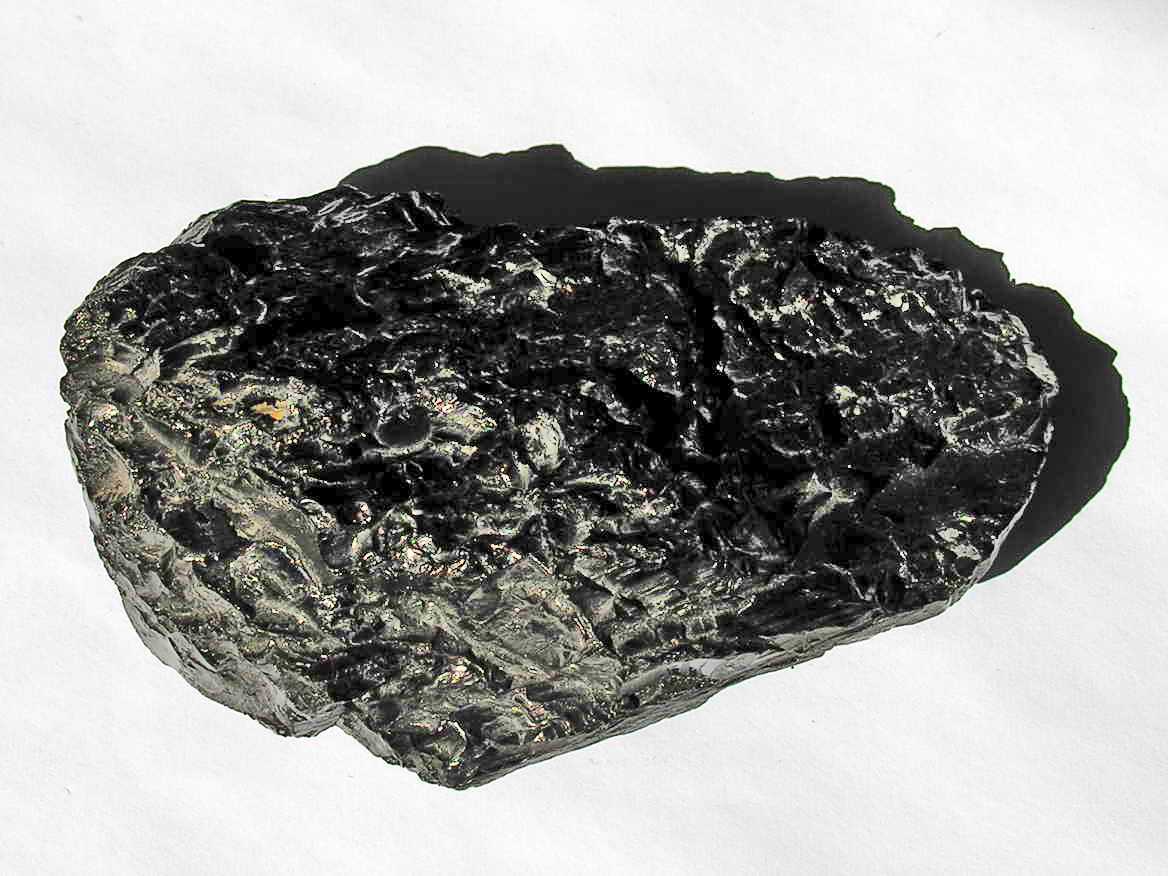
Anthrazit

Steinkohle wird nach der Abnahme von flüchtigen Bestandteilen (Gasen) eingeteilt in:
- Flammkohle (40 bis 43 %)
- Gasflammkohle (35 bis 40 %)
- Gaskohle (28 bis 35 %)
- Fettkohle (19 bis 28 %)

Fettkohle ist eine dichte Kohle, für gewöhnlich schwarz, manchmal dunkelbraun, oft mit gut erkennbaren hellen und matten Streifen und wird überwiegend als Brennstoff in der Energieerzeugung genutzt.
Ein großer Teil wird auch zur Erzeugung von Wärme in der Industrie oder zur Gewinnung von Koks eingesetzt. Fettkohle war die häufigste Kohlenart im Ruhrgebiet und besonders gut zur Verkokung geeignet. Ihr Feuchtigkeitsgehalt liegt für gewöhnlich unter 20 %. Ihr Kohlenstoffgehalt liegt bei etwa 88 % in der wasserfreien Kohle. Der Schwefelgehalt beträgt bis zu 1 %. Ein weiteres Kennzeichen der Fettkohle ist ihr hoher Anteil an flüchtigen Bestandteilen. Deshalb verbrennt Fettkohle mit einer langen, leuchtenden und stark rußenden Flamme.
- Esskohle (14 bis 19 %)
- Magerkohle (10 bis 14 %)
- Anthrazit (unter 10 %) Anthrazit

Anthrazit (früher auch als „Kohlenblende“ bezeichnet) gilt als die hochwertigste Kohlensorte. Sie besitzt eine große Härte. Beim Inkohlungsprozess wurden pflanzliche Ausgangsstoffe unter Luftabschluss und hohem Druck umgebildet, mit zunehmendem Gehalt an Kohlenstoff. Der Kohlenstoffgehalt von Anthrazit kann bei über 90 % liegen. Wegen des hohen Energiegehalts, der heißen Flamme und der fast rückstandsfreien Verbrennung wird Anthrazit als Brennstoff sehr geschätzt. Anthrazit wurde in Deutschland in der Zeche Sophia-Jacoba bis 1997 und im Bergwerk Ibbenbüren bis 2018 abgebaut. Große Vorkommen an hochwertigem Anthrazit sind unter anderem auch in Kanada, Australien und der Ukraine vorhanden.
Ausgeglühte Steinkohle bzw. ausglühende Kohle wird als „Zinder“ (mask.) bezeichnet (vgl. englisch Cinder: Asche).

## Vorräte
Die Bundesanstalt für Geowissenschaften und Rohstoffe (BGR) schätzte im Jahr 2006 die weltweit zu damaligen Preisen und mit der damaligen Technik förderbaren Reserven auf 736,1 Milliarden Tonnen Steinkohle: 29,0 % (213,3 Milliarden Tonnen) in den USA, 22,7 % (167,0 Milliarden Tonnen) in der Volksrepublik China und 13,0 % (95,4 Milliarden Tonnen) in Indien. Bei gleich bleibender Förderung (5,356 Milliarden Tonnen im Jahre 2006) und gleich bleibender Nutzung könnte der Bedarf noch für etwa 130 Jahre gedeckt werden. Der Bedarf an Kohle ist weltweit seitdem weiter gestiegen; die International Energy Agency (IEA) schätzte um 2014 die jährliche Steigerungsrate auf 2,3 %.
Von den deutschen Steinkohlevorräten galten bis zum Jahr 2003 rund 24 Milliarden Tonnen als gewinnbar. Angesichts der 2006 geförderten Menge von 23,5 Millionen Tonnen ergäbe sich eine theoretische Reichweite von über 1000 Jahren. Wegen ungünstiger geologischer Bedingungen ist jedoch nur ein Teil dieser Vorräte international wettbewerbsfähig förderbar. Vertreter der deutschen Kohlewirtschaft bezifferten deshalb unter Beibehaltung dieser Fördermengen die Reichweite der deutschen Kohle auf etwa 400 Jahre. Die BGR hat ihre Schätzungen mehrfach massiv korrigiert: in ihrer „Energiestudie 2004“ reduzierte sie die Schätzung der Vorräte um 99 Prozent auf 183 Millionen Tonnen, 2005 auf 161 Millionen Tonnen und 2006 auf 99 Millionen Tonnen (rechnerische Reichweite ab 2006: vier Jahre). Sie nannte als Begründung, es würden keine spekulativen Reserven mehr erfasst.
Nach Regierungsbeschlüssen ist die Steinkohleförderung in Deutschland 2018 ausgelaufen. Die letzte Steinkohle wurde am 21. Dezember 2018 auf der Zeche Prosper-Haniel gefördert. Dieser Beschluss sollte 2012 noch einmal nach den aktualisierten Wirtschaftlichkeitsprognosen geprüft werden; die Bundesregierung beschloss am 17. November 2010 aber, diese Prüfung ersatzlos zu streichen. Damit kam sie der Europäischen Union entgegen, die eine Subvention aus wettbewerbsrechtlichen Gründen nur bis 2014 für zulässig hielt.

## Förderung

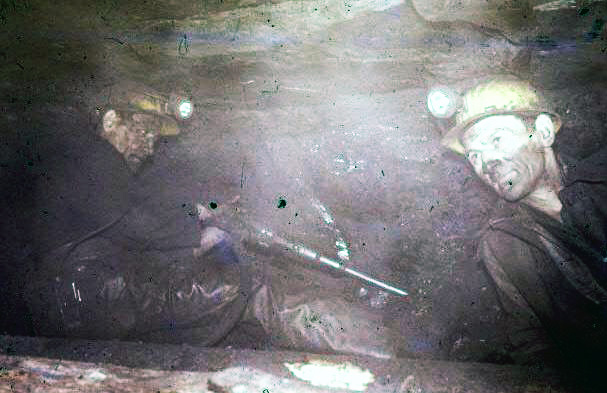
Abbau von Steinkohle in einem Flöz in Sprockhövel, Nordrhein-Westfalen, um 1965

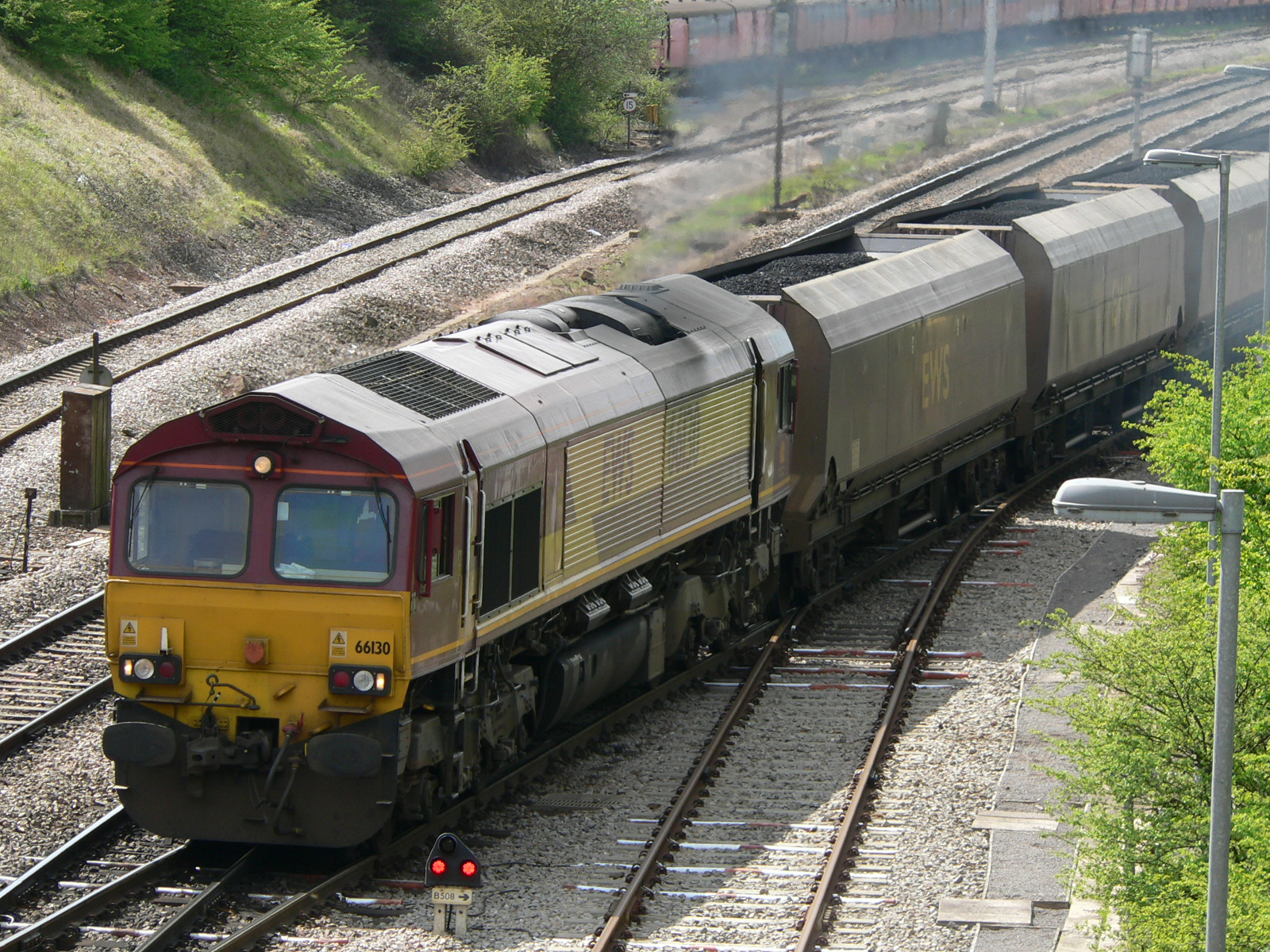
Transport der Steinkohle mit der Eisenbahn nahe Bristol in Großbritannien

Weltweit wurden 2014 etwa 7,153 Milliarden Tonnen Steinkohle gefördert. Die Volksrepublik China förderte dabei mit 52,1 % mehr als die Hälfte. In Europa liegen die größten Abbaugebiete in Russland, Polen und der Ukraine. In Deutschland wurde zuletzt noch in zwei Bergwerken der RAG Deutsche Steinkohle AG Steinkohle abgebaut (Prosper-Haniel in Bottrop und Anthrazit Ibbenbüren). Beide wurden 2018 stillgelegt.
Kohle aus Ländern wie Australien, Kolumbien, den USA und Südafrika kann billiger gefördert werden als Kohle aus Deutschland, was sowohl durch die Lagerstätten als auch durch die Lohnstrukturen der Länder bedingt ist. So kann dort die Steinkohle häufig im Tagebau abgebaut werden, was deutlich günstiger ist als im Untertagebau. Damit in Deutschland nicht ausschließlich Kohle aus dem Ausland verstromt wurde, existierte bis 2018 die deutsche Steinkohlesubvention.

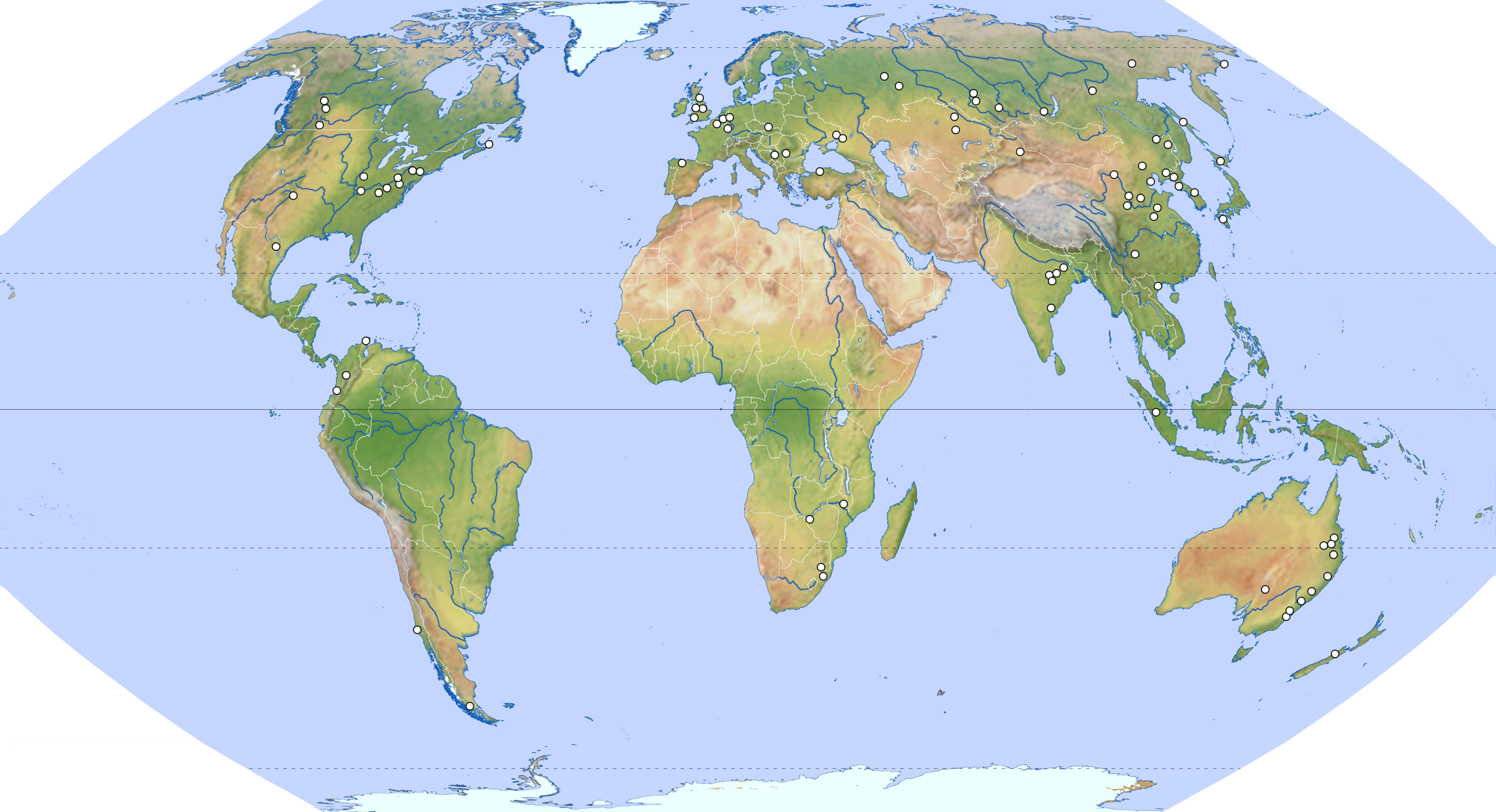
Weltkarte der Steinkohleförderung

| Rang | Land                | Förderung (in Mio. t) | Rang | Land                   | Förderung (in Mio. t) |
| ---- | ------------------- | --------------------- | ---- | ---------------------- | --------------------- |
| 1    | Volksrepublik China | 3.725,0               | 11   | Ukraine                | 65,0                  |
| 2    | Vereinigte Staaten  | 835,1                 | 12   | Kanada                 | 60,5                  |
| 3    | Indien              | 612,4                 | 13   | Vietnam                | 41,7                  |
| 4    | Australien          | 441,3                 | 14   | Nordkorea              | 33,0                  |
| 5    | Indonesien          | 410,8                 | 15   | Mongolei               | 18,1                  |
| 6    | Russland            | 287,0                 | 16   | Mexiko                 | 14,0                  |
| 7    | Südafrika           | 253,2                 | 17   | Vereinigtes Königreich | 11,6                  |
| 8    | Kasachstan          | 109,0                 | 18   | Tschechien             | 8,3                   |
| 9    | Kolumbien           | 88,6                  | 19   | Deutschland            | 8,3                   |
| 10   | Polen               | 73,0                  | 20   | Philippinen            | 8,1                   |

## Handel
Das weltweite Exportaufkommen von Steinkohle belief sich 2018 auf ein Volumen in Höhe von rund 105,4 Milliarden. Australien war dabei die international wichtigste Exportnation mit einem Exportvolumen von 39,8 Milliarden Euro. Für Australien war Kohle im gleichen Zeitraum das bedeutendste Exportgut mit einem Anteil von 18,5 % an den landesweiten Exporten.
| #  | Land                | Exporte (in Mrd. €) |
| -- | ------------------- | ------------------- |
| 1  | Australien          | 39,8                |
| 2  | Indonesien          | 17,5                |
| 3  | Russland            | 14,4                |
| 4  | Vereinigte Staaten  | 10,3                |
| 5  | Kolumbien           | 5,6                 |
| 6  | Südafrika           | 5,3                 |
| 7  | Kanada              | 4,9                 |
| 8  | Mongolei            | 2,4                 |
| 9  | Volksrepublik China | 0,7                 |
| 10 | Mosambik            | 0,6                 |

## Nutzung
Steinkohle wird überwiegend als fester Brennstoff benutzt, um Wärme durch Verbrennung zu erzeugen. Dabei entstehen Kohlenstoffdioxid, Wasserdampf und andere Gase wie Schwefeldioxid. Um elektrische Energie zu erzeugen, wird mittels der Wärme Wasserdampf erzeugt, der wiederum Turbinen antreibt. Um zu vergleichen, welche Energiemenge mit welcher Kohle gewonnen werden kann, bedient man sich meist der Steinkohleeinheit (SKE). Ein großer Teil der Kohle wird auch zu Steinkohlenkoks veredelt. Steinkohlenkoks wird als Brennstoff und als Reduktionsmittel bei der Eisenproduktion in Hochöfen eingesetzt. Die Steinkohle dient als Rohstoff für die chemische Industrie, hier sind besonders die bei der Verkokung anfallenden Nebenprodukte wie Teer, Benzol, Toluol usw. von Interesse. Die Bedeutung der Steinkohle als chemischer Rohstoff ging seit Mitte des 20. Jahrhunderts zugunsten des Erdöls zurück. Die Kohleverflüssigung ist derzeit gegenüber der Erdölchemie nicht wirtschaftlich umsetzbar.

## Kohlepreise
Der Preis für Importkohle frei deutsche Grenze wird vom BAFA (Bundesamt für Wirtschaft und Ausfuhrkontrolle) regelmäßig ermittelt und veröffentlicht. Das bisherige Hoch lag im dritten Quartal 2008 mit 131,80 Euro/t SKE. Das bisherige Maximum ergibt damit einen Preis pro kWhth von ca. 1,61 Eurocent. Zum Vergleich: Bei einem bisher maximalen Rohölpreis von 147 $/Barrel (entspricht 82 Euro) ergibt sich ein Preis pro kWhth von etwa 5,2 Eurocent. Braunkohle ist hingegen wesentlich preiswerter und kostet etwa 40 Euro/t SKE. Die gemäß § 6 Absatz 2 des Steinkohlefinanzierungsgesetzes von den Kraftwerksbetreibern gemeldeten Drittlandskohlebezüge und durchschnittlichen Preise frei deutsche Grenze für Kraftwerkssteinkohle sind der nachfolgenden Tabelle zu entnehmen. Für ein modernes Steinkohlekraftwerk wie die Blöcke D und E des Kraftwerks Westfalen ergaben sich bei einem Prozesswirkungsgrad von 46 % mit dem aktuellen Tabellenwert Brennstoffkosten für das Jahr 2018 und einer Energiesteuer von 0,12 ct/kWhth von etwa 2,8 ct/kWhe.
| Zeitraum | Menge [t]  | Menge [t SKE] | Preis (1) [Euro/t SKE] |
| -------- | ---------- | ------------- | ---------------------- |
| 1996     | 12.660.412 | 11.396.970    | 38,21                  |
| 1997     | 16.180.851 | 14.490.155    | 42,45                  |
| 1998     | 20.464.201 | 18.105.040    | 37,37                  |
| 1999     | 20.458.138 | 18.105.654    | 34,36                  |
| 2000     | 21.543.665 | 18.977.116    | 42,09                  |
| 2001     | 26.647.186 | 23.619.168    | 53,18                  |
| 2002     | 26.083.178 | 22.968.546    | 44,57                  |
| 2003     | 27.919.463 | 24.615.128    | 39,87                  |
| 2004     | 25.856.906 | 22.483.959    | 55,36                  |
| 2005     | 20.397.040 | 17.608.056    | 65,02                  |
| 2006     | 23.594.314 | 20.336.981    | 61,76                  |
| 2007     | 27.287.128 | 23.518.296    | 68,24                  |
| 2008     | 29.285.156 | 25.221.068    | 112,48                 |
| 2009     | 26.662.533 | 22.995.343    | 78,81                  |
| 2010     | 27.638.863 | 23.795.158    | 85,33                  |
| 2011     | 30.971.271 | 26.513.704    | 106,97                 |
| 2012     | 31.953.789 | 27.453.635    | 93,02                  |
| 2013     | 36.540.655 | 31.637.166    | 79,12                  |
| 2014     | 35.578.571 | 30.591.663    | 72,94                  |
| 2015     | 33.868.499 | 28.919.230    | 67,90                  |
| 2016     | 34.971.720 | 29.787.178    | 67,07                  |
| 2017     | 30.092.524 | 25.739.010    | 91,82                  |
| 2018     | 26.023.223 | 22.128.804    | 95,49                  |

## Umweltauswirkungen

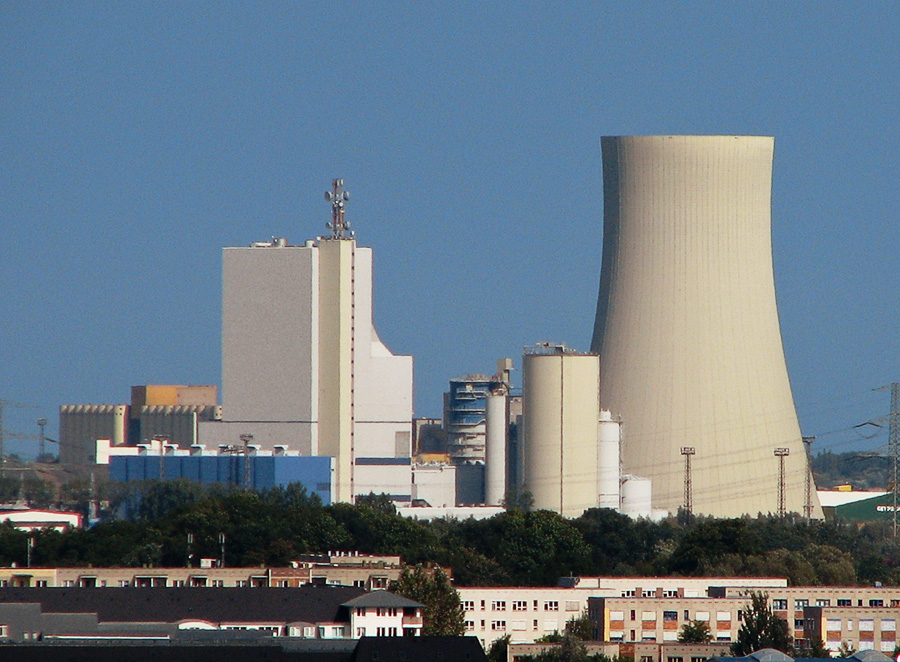
Steinkohlekraftwerk Rostock

Aufgrund des substanziellen Beitrags der Steinkohleverbrennung zum Klimawandel wird zunehmend ein Kohleausstieg durch einen Umstieg auf alternative Energieträger gesucht. Es werden Wege diskutiert, wie sich der bei der Steinkohleverbrennung verursachte Ausstoß mittels CO2-Abscheidung und -Speicherung teilweise kompensieren lässt. Wird Steinkohle verbrannt, so entstehen verschiedene Rückstände. Kraftwerkskohle enthält bis zu 12 % nichtbrennbare feste Bestandteile, die als Aschegehalt bezeichnet werden. Zusammen mit dem Wasseranteil bilden sie den Ballastgehalt, der etwa 20 % ausmacht. Das Abgas besteht zum größten Teil aus Kohlendioxid, daneben aus Stickoxiden und kann Schwefeldioxid sowie Spurenelemente, wie Quecksilber, und Stäube enthalten. In modernen Steinkohlekraftwerken werden die Abgase in Rauchgasentschwefelungsanlagen von Schwefeldioxid, durch katalytische oder nichtkatalytische Entstickung von Stickoxiden und mittels Elektrofiltern von Staub (Flugasche) gereinigt. Dadurch bleibt im Wesentlichen das Treibhausgas Kohlendioxid übrig, das in die Atmosphäre abgegeben wird. Steinkohlenfilterasche wird (ebenso wie Braunkohlenfilterasche) als Zuschlagstoff in der Betonherstellung eingesetzt und u. a. bei der Verwahrung stillgelegter Bergwerke als Verfüllstoff eingesetzt.
Durch Kohlebrände in oberflächennahen Flözen entstehen dieselben Abgase wie bei der Verbrennung in Kraftwerken, zusätzlich noch Kohlenmonoxid aufgrund der unvollständigen Verbrennung. Flözbrände haben erhebliche lokale Auswirkungen, können im globalen Maßstab jedoch eher vernachlässigt werden: in China gehen pro Jahr rund 25 Millionen Tonnen Steinkohle durch Flözbrände verloren. Dies entspricht etwa einem Prozent der chinesischen Jahresförderung von ca. 2,5 Milliarden Tonnen.
Der Abbau von Steinkohle verursacht Flächenverbrauch und durch abbaubedingte Senkungen Bergschäden. Diese bestehen in Gebäudeschäden in bebauten Gebieten und der Notwendigkeit zur Regulierung der Fließgewässer, um das Fließen zu gewährleisten. Weiterhin werden während der Betriebszeit eines Bergwerks und häufig lange darüber hinaus Flächen für Halden und Tagesanlagen in Anspruch genommen. In Deutschland müssen Halden seit den 1980er Jahren als Landschaftsbauwerke gestaltet werden, die nach dem Ende der Betriebszeit als Naherholungsgebiete oder anderweitig nachgenutzt werden. Die Tagesanlagen sollen rückgebaut oder Folgenutzungen zugeführt werden. Insbesondere im Altbergbau, häufig ohne Rechtsnachfolger, findet man noch heute eine Vielzahl Industriebrachen mit hohem Sanierungsbedarf. In fast allen ehemaligen Abbaugebieten muss der Grubenwasseranstieg kontrolliert und reguliert werden.

## Filme
- Die Steinkohle. Zweiteilige Fernsehdokumentation von Jobst Knigge, Manfred Oldenburg (ZDF, Deutschland 2018).